# Torneo Conde de Godó 2012
El Torneo Conde de Godó 2012 o Barcelona Open Banco Sabadell es un evento de tenis perteneciente a la ATP en la categoría ATP World Tour 500. Se disputa desde el 23 hasta el 30 de abril, sobre tierra batida.

## Campeones

### Individuales masculino
- Rafael Nadal vence a  David Ferrer por 7-6(1), 7-5.

Es el 48° título de su carrera y el 2° de la presente temporada.

### Dobles masculino
- Mariusz Fyrstenberg /  Marcin Matkowski vencen a  Marcel Granollers /  Marc López por 2-6, 7-6(7), 10-8.